# 霍爾比奇男爵約翰·泰勒
霍爾比奇男爵約翰·德里克·泰勒 CBE PC FRSA（1943年11月12日—），是英國保守黨的黨員；自2014年8月6日成為上議院執政黨黨鞭長。

## 生平
泰勒是珀西·奧托·泰勒（Percy Otto Taylor）和埃塞爾·布羅克赫斯特（Ethel Brocklehurst）的兒子，並在霍爾比奇小學（Holbeach Primary School）、聖菲利克斯學校（St. Felix School）與貝德福德郡的貝德福德學校（Bedford School）就讀。
他在1992年因政治服務獲得大英帝國司令勳章；後來在2000年至2003年出任全國保守黨會議主席。到2006年5月31日，泰勒受封終身貴族，封號為霍爾比奇的泰勒男爵（Baron Taylor of Holbeach）。
2014年8月6日，由於沃爾希女男爵賽伊達·沃爾希辭職，引致英國內閣職位微調，泰勒男爵被委任為四十侍衛榮譽隊長與上議院執政黨黨鞭長。